# 최갑환
최갑환(1910년 12월 29일~1960년 8월 19일)은 대한민국의 정치인이다. 제3대 국회의원을 지냈다.

## 역대 선거 결과
|  | 16.12% |

|  | 22.64% |

|  | 35.87% |